# Западносахалински планини
Западносахалинските планини или Западен хребет (на руски: Западно-Сахалинские горы) е планина, разположена в западната част на остров Сахалин, в Сахалинска област на Русия.
Простира се на протежение от 650 km, от долината на река Хое (влива се в Татарския проток на Японско море) на север до нос Крильом (най-южната точка на Сахалин) на юг. На запад склоновете му се спускат до брега на Японско море, а на изток – до долините на реките Тим и Поронай и бреговете на заливите Търпение и Анива на Охотско море. Ширина до 60 km. Максимална височина връх Журавльов 1325 m (49°25′37″ с. ш. 142°32′21″ и. д. / 49.426944° с. ш. 142.539167° и. д.), издигащ се в централната му част.
Планините се състоят от няколко паралелни хребета, разделени от надлъжни долини. Гравният вододелен и най-висок е хребета Камишов простиращ се в северната и централната част на планините, а на юг от 48°с.ш. се издига хребета Южнокамишов (максимална височина връх Пушкински 1047 m). В района на нос Ламанон (южно от град Углегорск) се издига изолираният масив Ламанон, в който се намират изгасналите вулкани Ичера и Краснов. Западносахалинските планини са изградени предимно от шисти, пясъчници, конгломерати и магматични скали. Има няколко находища на каменни въглища. От нея водят началото множество малки, къси и бързи реки вливащи в Японско море на запад и Охотско море на изток, както и десни притоци на река Поронай (Таулан, Онор, Черная, Туманная, Орловка, Елная, Буюклинка и др.) и леви притоци на река Тим (Корчевка и др.). По югозападните склонове, нагрети от влиянието на топлото Цушимско морско течение са разпространени смесени гори с преобладаване на широколистните видове, а по другите склонове – смърчово-борова тайга с примеси от курилски бамбук.